# 小林伸行
小林 伸行（こばやし のぶゆき、1975年9月3日 - ）は、日本の政治家。神奈川県足柄下郡真鶴町長。元横須賀市議会議員（4期）。

## 経歴
福島県岩瀬郡鏡石町出身。福島県立安積高等学校を経て筑波大学人文・文化学群人文学類卒業。長島一由衆議院議員公設秘書を経て、2011年4月24日に横須賀市議会議員に無所属で立候補し、以降4期連続当選。2020年4月に早稲田大学公共経営大学院に入学し、片山善博元鳥取県知事のもとで研究を行った。2021年3月修了。
選挙人名簿不正流出問題を受けて、2023年9月24日に前町長の松本一彦の町長解職の是非を問う住民投票が行われた。これにより松本に対する解職請求(リコール)が成立し、失職。松本は次期真鶴町長選挙に立候補しないことを表明した。2023年10月3日、真鶴町長選挙に立候補を表明。水道代の値下げなどを公約に掲げた。2023年10月4日に横須賀市議会議員を辞職。2023年11月12日の投開票の結果、元真鶴町役場参事兼総務課長の細田政広など4候補を破り初当選した。
2023年真鶴町長選挙
※当日有権者数：6,083人 最終投票率：62.16%（前回比：-0.04pts）
| 候補者名   | 年齢 | 所属党派 | 新旧別 | 得票数  | 得票率 | 推薦・支持 |
| ---------- | ---- | -------- | ------ | ------- | ------ | ---------- |
| 小林伸行   | 48   | 無所属   | 新     | 1,975票 | 52.97% |            |
| 細田政広   | 64   | 無所属   | 新     | 1,444票 | 38.73% |            |
| 竹下英里   | 55   | 無所属   | 新     | 181票   | 4.85%  |            |
| 世古口裕司 | 56   | 無所属   | 新     | 98票    | 2.62%  |            |
| AIメイヤー | 50   | AI党     | 新     | 30票    | 0.80%  |            |

## 活動
真鶴町長就任後は町長日記をつけ、facebook、Xで公開し、情報発信している。